# Dioclea di Frigia
Dioclea (in greco antico: Διοκλεία?, Diocleía), meglio nota come Dioclea di Frigia per distinguerla dall'omonima città illirica, fu un'antica città della Frigia dei periodi romano e bizantino.
La città, situata nei pressi dell'attuale Yeşilhisar, fu un importante centro urbano dell'antichità. Ospitò una zecca sotto l'imperatore Eliogabalo e fu sede fino al medioevo di una diocesi cristiana. Sebbene la diocesi e la città stessa non esistano più, sia la Chiesa cattolica che la Chiesa ortodossa vi riconoscono ancora oggi una sede titolare (rispettivamente la diocesi di Dioclea di Frigia e la metropolia di Dioclea di Frigia).